# Olaus Petri kyrka, Halmstad
Olaus Petri kyrka, tidigare S:t Nikolai kapell, är en kyrkobyggnad som tillhör centrumområdet i Halmstads församling (1962-2016 Martin Luthers församling) i Göteborgs stift. Den ligger i centralorten i Halmstads kommun. Från början var namnet S:t Nikolai kapell inom Halmstads församling, men då församlingen delades 1962 ändrades namnet till Olaus Petri kyrka.

## Bakgrund
Den ideella föreningen Sällskapet Halmstads barnhem inrättade redan 1881 ett barnhem på Karl XI:s väg 19. När staden senare växte österut, kom behovet av barnhem att bli större där. Behovet av en kyrkolokal ökade också. Gudstjänster anordnades i provisoriska lokaler i Nyhems skola.

Det gamla barnhemmet såldes 1934 och två år senare kunde ett nytt barnhem kombinerat med ett kapell invigas på Murargatan i östra Halmstad. Byggnaden bekostades av den ideella föreningen, frivilligt arbete och enskildas ekonomiska bidrag. Marken skänktes av Carl Kuylenstierna på Sperlingsholms gods. Medel för inventarier och utsmyckning av kapellet insamlades särskilt.

## Kyrkobyggnaden
Arkitekt var August Svensson och ritningarna granskades även av Sigfrid Ericson. Barnhemmet kallades Nikolaigården och kapellet helgades åt Sankt Nikolaus. Biskop Carl Block invigde anläggningen den 13 februari 1936. Kapellet rymde från början 175 personer och inreddes med vapenhus mot gatan och sakristia åt söder. Efter att Sällskapet Halmstads barnhem slagits samman med Sällskapet Halmstads barnkrubbor övertogs fastigheten i december 1942 av Halmstads stad. Den inköptes 2015 av Halmstads pastorat.
Byggnaden är utvändigt klädd med fasadtegel. Interiören är vitputsad och har ett tredelat välvt innertak av trä. År 1967 fördjupades altarbordet och altarringen blev halvrund istället för rak. Predikstolen flyttades 1975 från västra korväggen till sin nuvarande plats. År 2001 fick kyrkan, väggar, tak och bänkar ny färgsättning. 

## Inventarier
- Kyrkan är huvudsakligen utsmyckad av skulptören Erik Nilsson, Harplinge, som har utfört altare, altarring, predikstol, dopfunt, läktarbröst, nummertavla och ljuskronor. Dessutom har han skulpterat de tolv apostlarna.
- Krucifixet på korväggen bakom altaret härstammar från klostret Beuron i Tyskland.
- Två gobelänger, båda från Agda Österbergs ateljé Tre Bäckar i Varnhem, är utförda av Kerstin Persson. Den ena har motivet "Dopet" och den andra, vilken hänger över predikstolen, har som tema psalmens ord: "Upplys vår själ – upptänd vårt sinn."
- Kyrkklockan är tillverkad 1963 av M & E Ohlssons klockgjuteri, Ystad.
- Ljusbärare inköptes 1996 och är tillverkad av smeden Gösta Andersson, Kvibille.
- Sedan år 2023 står i kyrkan en svart flygel av tillverkaren Yamaha, modell C1X.

### Orgel
- Den första tiden användes ett orgelharmonium som övertagits från Våxtorps kyrka.
- 1963 inköptes en mekanisk orgel av Starup & Søn, Köpenhamn.

| Manual        |
| Gedakt 8'     |
| Rörflöjte 4'  |
| Principal 2'  |
| Spidsoktav 1' |

- Dagens digitala orgel, en Rembrandt 3000 från tillverkaren Johannus i Nederländerna, har tre manualer och pedal med 2 x 57 stämmor (en barockintonation och en romantisk intonation). Den installerades 1998.

## Nikolaigårdens barnhem
Byggnaden uppfördes vinkelrätt mot kapellet och hade samma arkitekt, byggmästare och kommitté som kapellet. Den inreddes med en stor sovsal för barnen, ett dag- och lekrum, matrum, kök, serveringsrum och toalett. På övervåningen fanns personalbostäder. Barnhemmet invigdes samtidigt med kapellet av biskopen, som i invigningstalet noterade att under samma tak förenats kristlig predikoverksamhet och kristlig hjälpverksamhet. Halmstads stad övertog 1950 verrksamheten från Föreningen Halmstads barnkrubbor.  